# شهرداری زلنیکوو
شهرداری زلنیکوو (به لاتین: Zelenikovo Municipality) یک منطقهٔ مسکونی است که در مقدونیه شمالی واقع شده‌است. شهرداری زلنیکوو ۱۷۶٫۹۵ کیلومتر مربع مساحت و ۴٬۰۷۷ نفر جمعیت دارد.